# 卡姆揚卡 (舊比利斯克區)
49°9′1″N 38°48′17″E / 49.15028°N 38.80472°E
卡姆揚卡（烏克蘭語：Кам'янка）是位於烏克蘭東部的村莊，由盧甘斯克州舊比利斯克區的舒利金卡市鎮負責管轄。該村始建於1894年，面積0.01平方公里，海拔高度135米，2001年人口347，人口密度每平方公里34,700人。